# Backmarker
Een backmarker is een achterblijver bij een wedstrijd voor motorfietsen of auto's. 
Men spreekt pas van een backmarker als deze op een of meerdere ronden achterstand komt. Backmarkers worden voor snellere rijders achter hen gewaarschuwd met een blauwe vlag, hetgeen betekent dat ze ruimte moeten geven aan deze rijders.